# Pedro Pareja Duque
Pedrito, właśc. Pedro Pareja Duque (ur. 28 kwietnia 1989 w Canet de Mar) – hiszpański piłkarz występujący na pozycji skrzydłowego, od stycznia 2018 zawodnik CE Mataró.